# Shelbyville (Missouri)
Shelbyville – miasto w Stanach Zjednoczonych, w stanie Missouri, siedziba administracyjna hrabstwa Shelby.